# Järnadräkt (Dalarna)

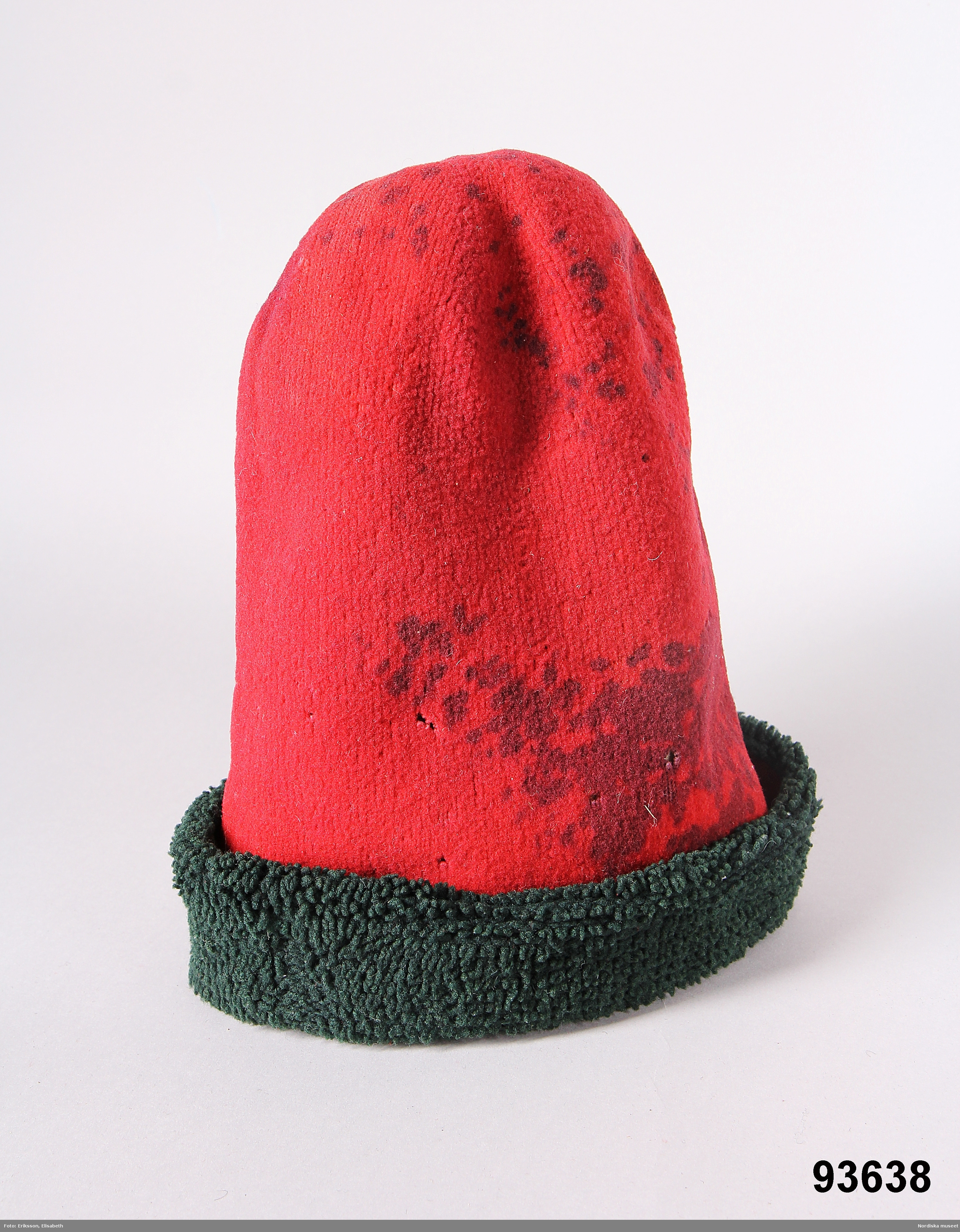
Långhätta

Järnadräkt är en folkdräkt från Järna socken i Dalarna. Dräktens ursprung är dokumenterad sedan innan industrialiseringen ca 1850, och återtogs i bruk på 1920-30-talet.
Ett lokalt dräktskick i Järna finns dokumenterat sedan 1700-talet, då bland annat nämns att männen bar korta vita tröjor och vida vita byxor, vilka redan då anges på väg att försvinna. Dräkten har förändrats mycket genom århundradena. Ett ålderdomligt dokumenterat drag var att kvinnorna förr bar över- och underhattar, något som dock inte lever kvar i dagens dräkt.
I den nuvarande dräkten bär mannen mörkblå långrock med häktor, randig dubbelknäppt väst och gula byxor samt mörkblå strumpor. På huvudet bärs en röd mössa med svart bräm eller kyrkhatt.
Kvinnodräkten har svart kjol med rött livstycke med valk som kjolen vilar på. Till det ett mörbottnat förkläde och mörkbottnat halskläde med tryckta rosmönster. Mössan har ett veckat stycke med hängande band. En broderad kjolväska och en svart tröja med häktor hör också till dräkten.